# محمدجعفرلی
محمدجعفرلی (به لاتین: Məmmədcəfərli) یک منطقه مسکونی در جمهوری آذربایجان است که در شهرستان گدابیگ واقع شده است. این روستا ۴۲۲ نفر جمعیت دارد.